# Церковь Святой Александры (Турку)
Церковь святой мученицы царицы Александры (фин. Pyhän marttyyrikeisarinna Aleksandran kirkko, швед. Heliga martyrkejsarinnan Aleksandras kyrka) — православный храм в городе Турку (Финляндия), главный храм прихода в Турку Хельсинкской митрополии Финляндской православной церкви. Расположен на Торговой площади. Здание церкви охраняется государством как памятник архитектуры.

## История
В 1809 году, после подписания Фридрихсгамского мирного договора и вхождения Финляндии в состав Российской империи, в Або был расквартирован русский военный гарнизон, а также приехали торговцы, ремесленники, чиновники, что увеличило количество православного населения.
Первоначально в городе действовала временная полковая церковь, которую приходилось переносить из помещения в помещение, так как владельцы домов под разными предлогами старались отказаться от арендаторов.
В 1811—1812 годах военными были предприняты первые попытки построить в городе каменную церковь в честь святого Александра Невского, но они оказались малоуспешными — денег на строительство не было. Ввиду того, что полковая церковь была невелика, Сенат Финляндии в 1835 году ходатайствовал о постройке в Або приходской церкви в связи с чем в Петербург были посланы чертежи, но они были отклонены.
Весной 1837 года архитектор Карл Людвиг Энгель представил на рассмотрение новый проект, а 5 января 1838 года вышло распоряжение Императора Николая I с разрешением на строительство.
Возведение церкви началось в 1839 и завершилось в 1844 году. После смерти в 1840 году архитектора Карла Энгеля, работами по строительству храма руководил городской архитектор Пер Юхан Гюлих.
Храм в Турку был возведён на казённые средства и общая стоимость работ составила 67886 рублей, из которых 7 тысяч рублей было затрачено на иконостас. Двухъярусный, белый с золотом иконостас в стиле ампир имеет в нижнем ряду девять, а в верхнем — четыре иконы. Все иконы работы финского художника Берндта Гудэнйелма были изготовлены в Петербурге.
Здание церкви, выдержанное в стиле позднего ампира, в плане имеет форму равноконечного креста. С четырёх сторон фасад отмечен четырёхколонными дорическими портиками. Длина храма 29 метров, ширина 21, высота с крестом — 30,6 метра. Купол увенчан лантерной с крестом. Внутреннее пространство имеет форму ротонды и декорировано 16 композитными колоннами белого стюка. Стены окрашены под стюк, подкупольное пространство синего цвета усыпано золотыми звездами.
21 августа 1846 года восемь священнослужителей совершили чин освящения храма во имя святой мученицы царицы Александры Римской, небесной покровительницы Императрицы Александры Феодоровны, супруги Императора Николая I.
Согласно клировым ведомостям в 1873 году прихожанами были военные мужского пола, нижние чины местной команды, — 26, женского пола — 22, городских сословий мужского пола — 27, женского — 16, итого — 91 человек. Так как в это время в городе насчитывалось примерно 17 тысяч жителей, то православные составляли в нём всего 0,5 %. Священнослужители храма духовно опекали также русский гарнизон, размещённый на Аландских островах.
В 1883 году из города были выведены казачьи части, в связи с чем приход стал состоять из бедных отставных нижних чинов и их семейств.
В 1896 году по проекту С. Михайлова к храму была пристроена колокольня, на это Священный Синод выделил тысячу рублей. Самый большой колокол весом 122 пуда 13 фунтов был отлит на литейном заводе К. М. Орлова в Або на деньги, пожертвованные старостой храма П. А. Ананьевым. В 1930 году, из-за непрочности фундамента, колокольню пришлось разобрать, а так как средств для постройки новой колокольни найти не удалось, колокола поставили на паперти, у входа в храм.
После провозглашения независимости Финляндии, русское православное население в Турку резко сократилось, но в город начали переезжать православные карелы. Они владели финским языком в связи с чем приход в 1920-е перешёл в богослужениях на финский язык. Многие годы в приходе числилось 600—700 человек. Положение сильно изменила эвакуация населения из восточных частей страны накануне и после советско-финской войны (1939—1940).

### Вопрос о закрытии
В конце 1920-х — начале 1930-х содержание церкви стало обременительным для членов уменьшающегося прихода в связи с чем появилось предложение передать здание городу за определённую компенсацию и вместо прежнего построить скромную деревянную церковь в стороне от центра, но этого не произошло, так как сторонники сохранения храма взяли верх при голосовании.
Во второй раз вопрос о закрытии храма возник в 1950-е, когда церковь настолько обветшала, что потребовался срочный капитальный ремонт. Был объявлен сбор средств и ревнителям сохранения храма, всё-таки удалось провести ремонт под руководством и наблюдением профессора-архитектора Эрика Брюггмана.

## Реликвии

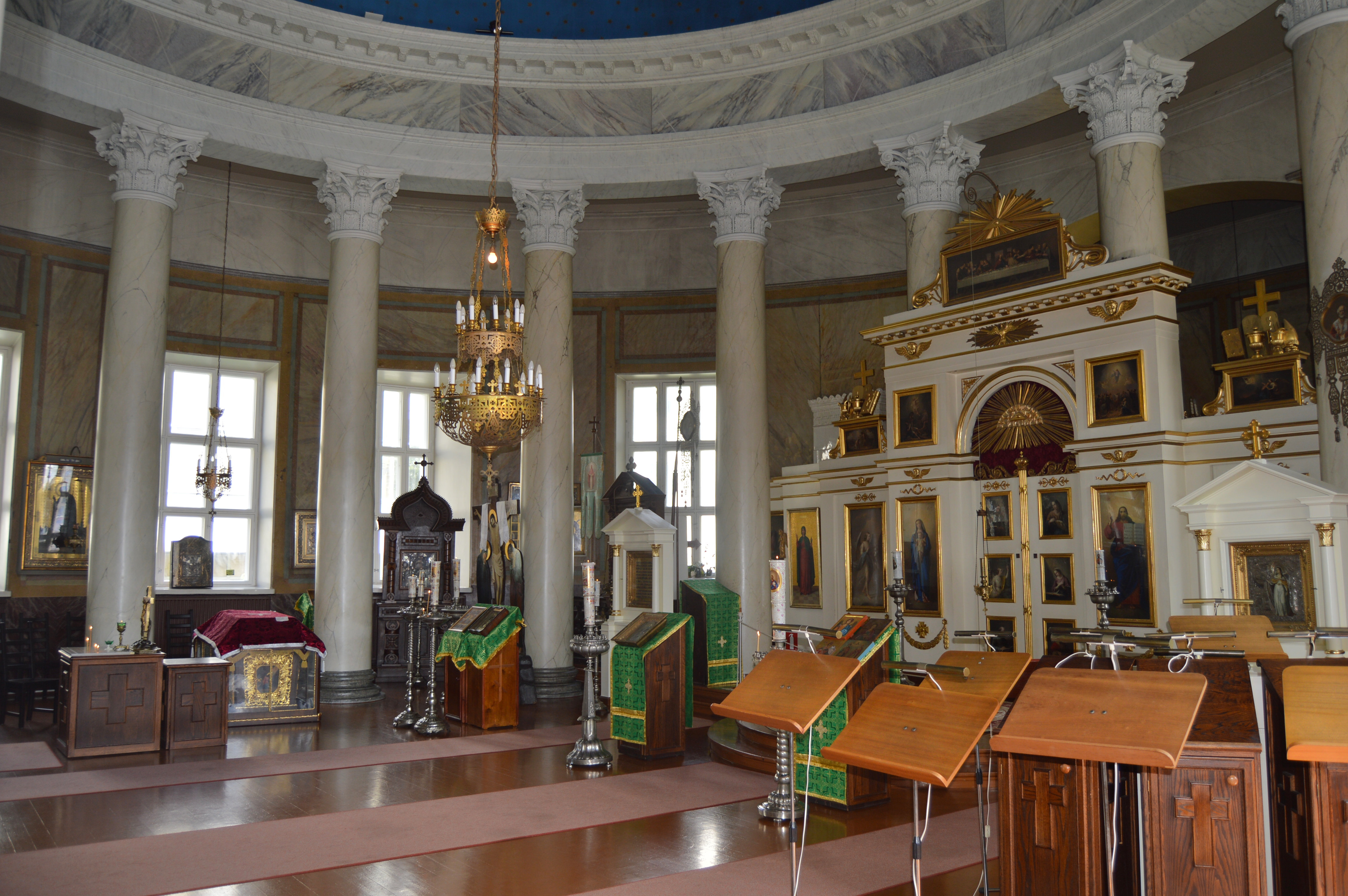

Среди икон, находящихся в церкви, выделяются образы: св. царицы Александры, вмч. Георгия Победоносца и свт. Николая Чудотворца, пожертвованные старостой Александром Дементьевым, а также большие образа на золоченом фоне начала XX века: прп. Серафима Саровского и прп. Арсения Коневского.
В киоте справа помещена икона Божией Матери в серебряном окладе. Другая икона Богородицы в золоченом киоте с лепниной пожертвована в 1857 семьей Александры Михайловны Куряткиной.

## Современное состояние
Приход относится юрисдикционно к Хельсинкской епархии и насчитывает 3090 (2019) зарегистрированных членов, в их числе — жители запада Финляндии и Аландских островов.
Священнослужителями прихода, кроме церкви святой Александры в Турку, обслуживаются ещё три часовни: святителя Николая Чудотворца (1956) в городе Раума, Воздвижения Креста Господня в городе Сало и Воскресения Христова (1881) на городском кладбище Турку.
Богослужения совершаются на финском языке и раз в месяц — на церковнославянском языке (иногда — на румынском).

## Настоятели
- 1865—1873 — Александр Лебедев, священник (? — 13.11.1873)
- 7.5.1876—1877 — Виктор Боротинский, священник (1851-?)[1]
- 1877—1884 — Алексей Фортунатов, священник (1845-?)
- 1884—1890 — Михаил Казанский, священник (1853-23.06.1921)
- 1890—1931 — Константин Скородумов, священник (01.10.1856 — 03.02.1935)
- 1932—1940 — Пётр Никанорович Успенский (1877-?)
- 1940—1945 — Александр Казанский (1877-?)
- 1945—1959 — Леонидас Хоманен (1905-?)
- 1961—1963 — Николай Рюмин (1910-?)
- 1964—1967 — Вейкко Тайакка, священник (28.07.1928-02.08.2000)
- 1968—1981 — Виктор Турханен, священник (1934-?)
- 1982—1985 — Юхани Хяркин, священник (род. 1942)
- 1986—1999 — Теппо Сиили, священник (род. 1936)
- 1999—2006 — Петри Ратилайнен, священник (род. 1961)
- 2007—н/вр — Йон Дурак, протоиерей (род. 1955)